# Alexandar Schendow

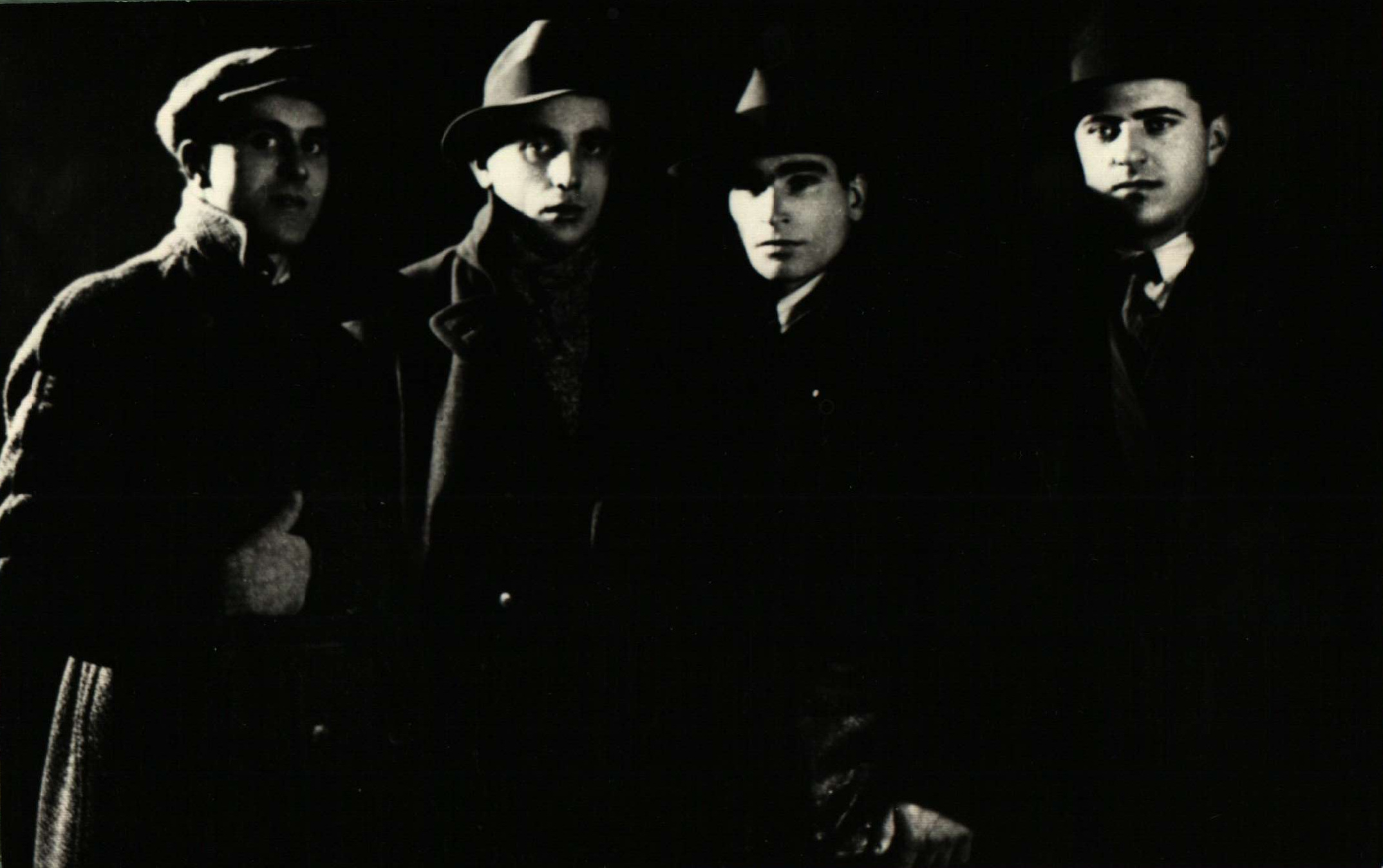
Alexandar Schendow (links außen, 1932)

Alexandar Stefanow Schendow (bulgarisch Александър Стефанов Жендов; * 26. August 1901 in Sofia; † 29. Oktober 1953 ebenda) war ein bulgarischer Grafiker, Journalist und Politiker.

## Leben
Schendow trat bereits früh in die Bulgarische Kommunistische Partei ein. 1925 emigrierte er nach Berlin, wo er bis 1927 studierte. Er ging nach Moskau in die Sowjetunion und absolvierte dort 1930 die Hochschule für bildende Kunst Moskau.
Schendow schuf Grafiken, Karikaturen, satirische Bilder, Plakate und Gemälde. Außerdem war er als Illustrator von Kinderbüchern tätig.